# جکی بلتون
جکی بلتون (انگلیسی: Jackie Belton؛ ۱ مه ۱۸۹۵ – ۱۹۵۲ (۵۶−۵۷ سال)) بازیکن فوتبال اهل پادشاهی متحد بریتانیای کبیر و ایرلند بود.